# Aeroportul Municipal Hamilton
Aeroportul Municipal Hamilton (IATA: VGC, ICAO: KVGC, FAA LID: VGC) este un aeroport din New York, Statele Unite ale Americii ce deservește zona Hamilton⁠(d). Aeroportul a fost tranzitat în 2019 de 72 de pasageri.
Situat la o altitudine de 347 m, aeroportul dispune de 1 pistă.

## Infrastructură

### Piste
Aeroportul dispune de o singură pistă. Pista 17/35 are suprafața de asfalt și dimensiunile 5.314 picioare × 75 picioare. 